# Christophe Honoré
Christophe Honoré (ur. 10 kwietnia 1970 w Carhaix, Finistère) – francuski pisarz, dramaturg, krytyk kinowy, scenarzysta i reżyser filmowy.

## Filmografia
Jako reżyser
- 2000: 17 Fois Cécile Cassard
- 2002: Tout contre Léo (dla telewizji)
- 2004: Ma mère
- 2006: Dans Paris
- 2007: Les Chansons d'amour – wybrany do głównego konkursu na 60. Międzynarodowy Festiwal Filmowy w Cannes
- 2008: La Belle personne
- 2009: Non ma fille, tu n'iras pas danser
- 2010: Homme au bain
- 2011: Les bien-aimés
- 2014: Métamorphoses
- 2016: Les malheurs de Sophie
- 2018: Sorry Angel
- 2019: Chambre 212

Jako scenarzysta
- 1998: Les filles ne savent pas nager (reż. Anne-Sophie Birot)
- 1998: Nous deux
- 1999: Le Frère des taureaux
- 2002: Novo (reż. Jean-Pierre Limosin)
- 2006: Après lui (reż. Gaël Morel)

Jako aktor
- 2007: Je t'aime... moi non plus: Artistes et critiques (reż. Maria de Medeiros)
- 2007: Les Chansons d'amour
- 2008: Le Bruit des gens autour (reż. Diastème)

## Publikacje
- 1996: Tout contre Léo (dla młodzieży)
- 1996: C'est plus fort que moi (dla młodzieży)
- 1997: Je joue très bien tout seul (dla młodzieży)
- 1997: L'Affaire petit Marcel (dla młodzieży)
- 1997: L'Infamille (Éditions de l'Olivier), ISBN 2-87929-143-7
- 1998: Zéro de lecture (dla młodzieży)
- 1998: Une toute petite histoire d'amour (dla młodzieży)
- 1998: Je ne suis pas une fille à papa (dla młodzieży)
- 1999: Les Nuits où personne ne dort (dla młodzieży)
- 1999: Mon Cœur bouleversé (dla młodzieży)
- 1999: Bretonneries (dla młodzieży)
- 1999: La Douceur (éditions de l'Olivier, ISBN 2-87929-236-0
- 2002: Scarborough (éditions de l'Olivier, ISBN 2-87929-310-3
- 2005: Le Livre pour enfants (éditions de l'Olivier)